# Stackars stora starka karlar
Stackars stora starka karlar (originaltitel: Operasjon Løvsprett) är en norsk komedifilm från 1962 i regi av Knut Andersen. I rollerna ses bland andra Rolf Just Nilsen, Arve Opsahl och Odd Borg.

## Handling
En grupp män är inkallade till en tre veckor lång repetitionsövning på Haglemoen. Det är den livsglade säljaren Gogge Rask, bilmekanikern Bottolph (kallad "Drømmen"), redare Rieber-Larsen jr. och bonden Uppengen. De försöker alla med olika metoder att slippa undan inkallelsen, utan framgång. Major Kampstrup har fullt sjå med att få männen att uppföra sig korrekt. När det blivit dags för fältmanöver bleknar majoren vid tanken på hur det ska gå.

## Rollista
- Rolf Just Nilsen – Goggen Rask, säljare och korpral
- Arve Opsahl – Bottolph Johansen, bilmekaniker
- Odd Borg – Rieber-Larsen jr., redare
- Arne Bendiksen – Kenny
- Per Asplin – Lars Uppengen, bonde
- Kari Sundby – Margot Uppengen, hans hustru
- Oddvar Sanne – Odd, menig rumskamrat
- Erik Lassen – sergeant Røyse
- Sølvi Wang – syster Florence
- Anita Thallaug – syster Bitten
- Unni Bernhoft – Molly, dotter på Kafé Solgløtt
- Kari Diesen – Bottolphs mor
- Tore Foss – major Kampstrup
- Carsten Byhring – kapten Bjerke
- Arvid Nilssen – assistent
- Leif Enger – generalen
- Rolf Sand – löjtnant Sem
- Sverre Holm – fänrik Viker
- Grynet Molvig
- Synnøve Strigen
- Egil Hjorth-Jenssen
- Elisabeth Granneman
- Ulf Wengård
- Gustav-Adolf Hegh
- Lars Berg
- Per Skift
- Ray Adams – sjungande menig
- Berit Kullander
- Torgils Moe – Goliat
- Jon Berle – en soldat

## Om filmen
Stackars stora starka karlar producerades av Egil Monn-Iversen för bolaget Teamfilm AS. Med filmen gjorde Knut Andersen regidebut. Filmen spelades in efter ett manus av Bias Bernhoft och Bjørn Sand. Fotograf var Mattis Mathiesen.
Filmen hade premiär den 13 augusti 1962 på biograferna Klingenberg och Soria-Moria i Oslo med dess norska titel Operasjon Løvsprett. Den distribuerades av Norenafilm. I Sverige distribuerades filmen av bolaget Film AB Skandinavien under namnet Stackars stora starka karlar.

## Musik
Musiken komponerades av Egil Monn-Iversen och framfördes av dennes grupp The Monn Keys. Följande låtar framförs i filmen:
- "Stakkars store sterke karer", musik: Egil Monn-Iversen, text: Bjarne Andersen, Knut Bohwim
- "Operasjon Løvsprett", musik: Egil Monn-Iversen, text: Bias Bernhoft, Bjørn Sand